# Nikolaj Boschanow
Nikolaj Boschanow (bulgarisch Николай Божанов; * 6. Dezember 1994) ist ein  bulgarischer Eishockeyspieler, der seit 2017 beim SK Irbis-Skate in der Bulgarischen Eishockeyliga unter Vertrag steht. 

## Karriere
Nikolaj Boschanow entstammt der Jugendabteilung von Akademika Sofia. Bereits als 15-Jähriger debütierte er beim HK Slawia Sofia in der Bulgarischen Eishockeyliga und wurde mit dem bulgarischen Rekordchampion auf Anhieb Landesmeister und Pokalsieger. Anschließend wechselte er zum Lokalkonkurrenten HK ZSKA Sofia, mit dem er 2013 und 2014 erneut jeweils das Double aus Landesmeisterschaft und Pokalsieg erringen konnte.

### International
Im Juniorenbereich stand Boschanow für das bulgarische Team bei den U-18-Weltmeisterschaften 2010, 2011 und 2012 sowie der U20-Junioren 2011, 2013 und 2014 auf dem Eis.
Mit der Herren-Nationalmannschaft nahm Boschanow an den Weltmeisterschaften der Division II 2013 und 2015, als er zum besten Spieler seiner Mannschaft gewählt wurde, und der Division III 2014 und 2018 teil. Zudem vertrat er seine Farben bei der Olympiaqualifikation für die Winterspiele in Pyeongchang 2018.

## Erfolge und Auszeichnungen
- 2009 Bulgarischer Meister und Pokalsieger mit dem HK Slawia Sofia
- 2013 Bulgarischer Meister und Pokalsieger mit dem HK ZSKA Sofia
- 2014 Aufstieg in die Division II, Gruppe B, bei der Weltmeisterschaft der Division III
- 2014 Bulgarischer Meister und Pokalsieger mit dem HK ZSKA Sofia